# 哈爾彭角
哈爾彭角（英語：Halpern Point）是南極洲的海岬，位於葛拉漢地的特里尼蒂半島北岸，處於迪羅克群島東部以南，由美國南極名稱諮詢委員命名，現時由南極條約體系管理。